# Theodosina Ribeiro
Theodosina Rosário Ribeiro (Barretos, 29 de maio de 1930 – São Paulo, 22 de abril de 2020) foi uma professora, advogada, diretora de escola, vereadora e deputada estadual brasileira. 
Theodosina foi a primeira vereadora negra da Câmara Municipal de São Paulo e a primeira mulher negra a ocupar uma vaga de deputada estadual na Assembleia Legislativa de São Paulo (Alesp). Eleita pela primeira vez em 1974, destacou-se, ao longo de três mandatos, pela luta por direitos das pessoas negras. Seu primeiro cargo público foi como vereadora, em 1970, onde obteve a segunda maior votação para vereadora da Câmara Municipal de São Paulo.

## Biografia
Theodosina nasceu na cidade de Barretos, em 1930. Era filha do capitão da Força Pública, José Ignácio do Rosário, e da dona de casa, Rosa Rosário. A família se mudaria para Araraquara e Pirassununga, até se estabelecer na capital paulista. A influência para a política veio desde cedo. Seu pai era militar e bastante politizado, admirado de Getúlio Vargas (1882-1954) e do ex-governador de São Paulo, Ademar de Barros (1901-1969). Ele também apoiava a educação das filhas, tanto que a irmã de Theodosina,  Maria de Lourdes, foi a primeira professora negra de Pirassununga.
Morando na capital paulista, Theodosina estudou Letras na Universidade de Mogi das Cruzes e se tornou professora na capital, onde também se tornou diretora de escola. Lecionava todas as matérias no primário e depois passou a ensinar história no ensino médio. Depois de aprovada em concurso público, tornou-se diretora de escola, um cargo que Theodosina considerava político pela forma como os diretores lutavam pelos professores e pela educação.

## Carreira política
Formada também em direito pela FMU e com o apoio do empresário Adalberto Camargo, o primeiro deputado federal negro por São Paulo, Theodosina decidiu entrar na carreira política. Em 1968, com grande apoio do marido, ela se candidatou a vereadora pela capital, com 26.846 votos, a segunda mais votada do Movimento Democrático Brasileiro (MDB), partido de oposição à ditadura militar.
Em 1970, foi eleita para o Poder Legislativo estadual de São Paulo, também pelo MDB, tendo assumido o cargo de deputada estadual na Assembleia Legislativa (ALESP), onde ficou até 1983.
Devido à repressão pelos militares os parlamentares tinham pouco poder e assim Theodosina lamentava-se por não poder fazer mais pela população. Porém, ela participou de diversas comissões, onde se preocupava com pautas sociais, principalmente sobre e para as mulheres negras.
Democrata e engajada com as pautas sociais, Theodosina se candidatou novamente para deputada estadual em 1975 e 1979, mas não conseguiu se reeleger para um quarto mandato. Ainda que estivesse fora da ALESP, Theodosina não abandonou a vida pública. Ela fez parte da Comissão de Igualdade Racial da Ordem dos Advogados do Brasil (OAB) de São Paulo, da qual se tornou membro consultora emérita.
Em seus últimos anos, já viúva, dedicava-se a um livro de memórias, enquanto aguardava o nascimento de seu primeiro bisneto.

## Morte
Theodosina morreu em 22 de abril de 2020, em São Paulo, aos 89 anos.

## Legado
A Câmara Municipal de São Paulo, em 2004, homenageou Theodosina concedendo-lhe o Título de Cidadã Paulistana.
Em 2014, a ALESP criou a medalha Theodosina Rosário Ribeiro, conferida a “mulheres ou entidades de mulheres que se destacarem na sociedade em razão de sua contribuição ao enfrentamento da discriminação racial e na defesa dos direitos das mulheres no Estado”, conforme a Resolução da Alesp.